# 姜幸淑
姜幸淑（韓語：강행숙，1961年5月20日—），韓國前女子羽球運動員。
1982年，姜幸淑與黃善愛一起贏得亞洲運動會女子雙打金牌。1985年，兩人在羽球世界杯上獲得銅牌。同年，兩人還贏得了印度羽球公開賽冠軍。